# Katharina Stemberger

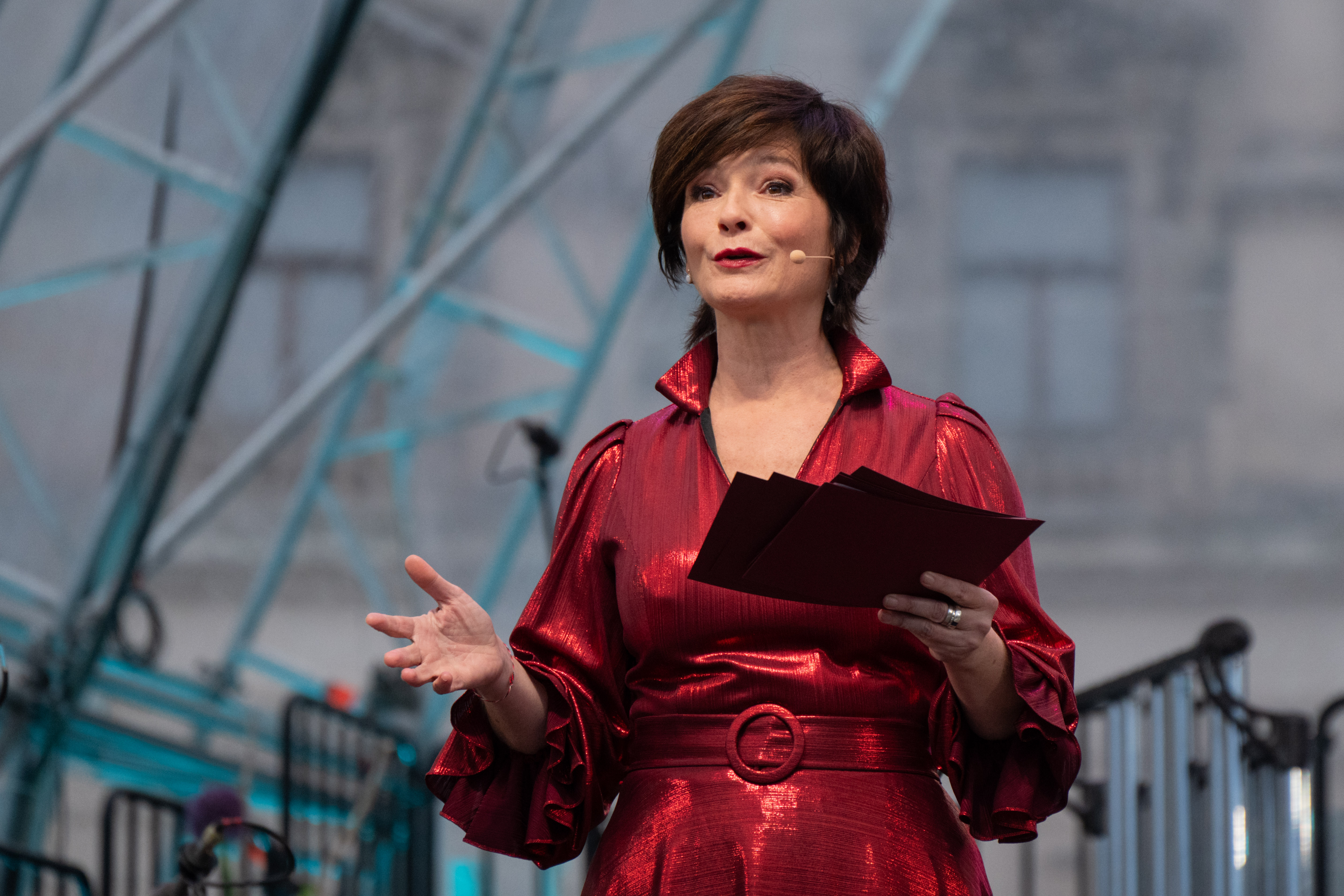
Katharina Stemberger (2025)

Katharina Stemberger-Eder (* 28. Dezember 1968 in Wien) ist eine österreichische Schauspielerin.

## Ausbildung
Katharina Stemberger studierte Cello an den Konservatorien in Wien und Salzburg. Nach der Matura im Jahr 1988 begann sie mit ihrer schauspielerischen Ausbildung bei Eva Zilcher. 1996 besuchte sie ein dreimonatiges Schauspieltraining beim Hollywood Acting Workshop in Los Angeles.

## Karriere
Katharina Stemberger spielte sowohl in Film und Fernsehen als auch auf zahlreichen Theaterbühnen. Sie spielte Mutter Courage im Wiener Volkstheater, Theater in der Josefstadt und im Jedermann bei den Salzburger Festspielen. Bekannt wurde sie auch durch Rollen in TV-Produktionen wie „SOKO Kitzbühel“, „Tatort“ und seit 2021 als Chefinspektorin Johanna Haizinger in „SOKO Linz“. 2015 beendete sie ihre Tätigkeit beim Jedermann der Salzburger Festspiele. In einem Interview äußerte sie Kritik am Festspieldirektorium, das politischen Ausdruck unterbinden wollte.
Stemberger betreibt mit ihrem Mann Fabian Eder die Filmproduktionsfirma BACKYARD – Manufaktur für Film, die gesellschaftspolitische Themen behandelt. Sie produzierten unter anderem den Film Der schönste Tag der mit dem Publikumspreis der Diagonale 2021 ausgezeichnet wurde.
2023 erschien ihr Buch „Courage. Warum es sich lohnt anzuecken“ im Molden Verlag. 2024 entstand eine kreative Zusammenarbeit mit dem Moderator Alexander Rüdiger nach einem Treffen in Salzburg. Geplant sind gemeinsame Lesungen.

## Privates

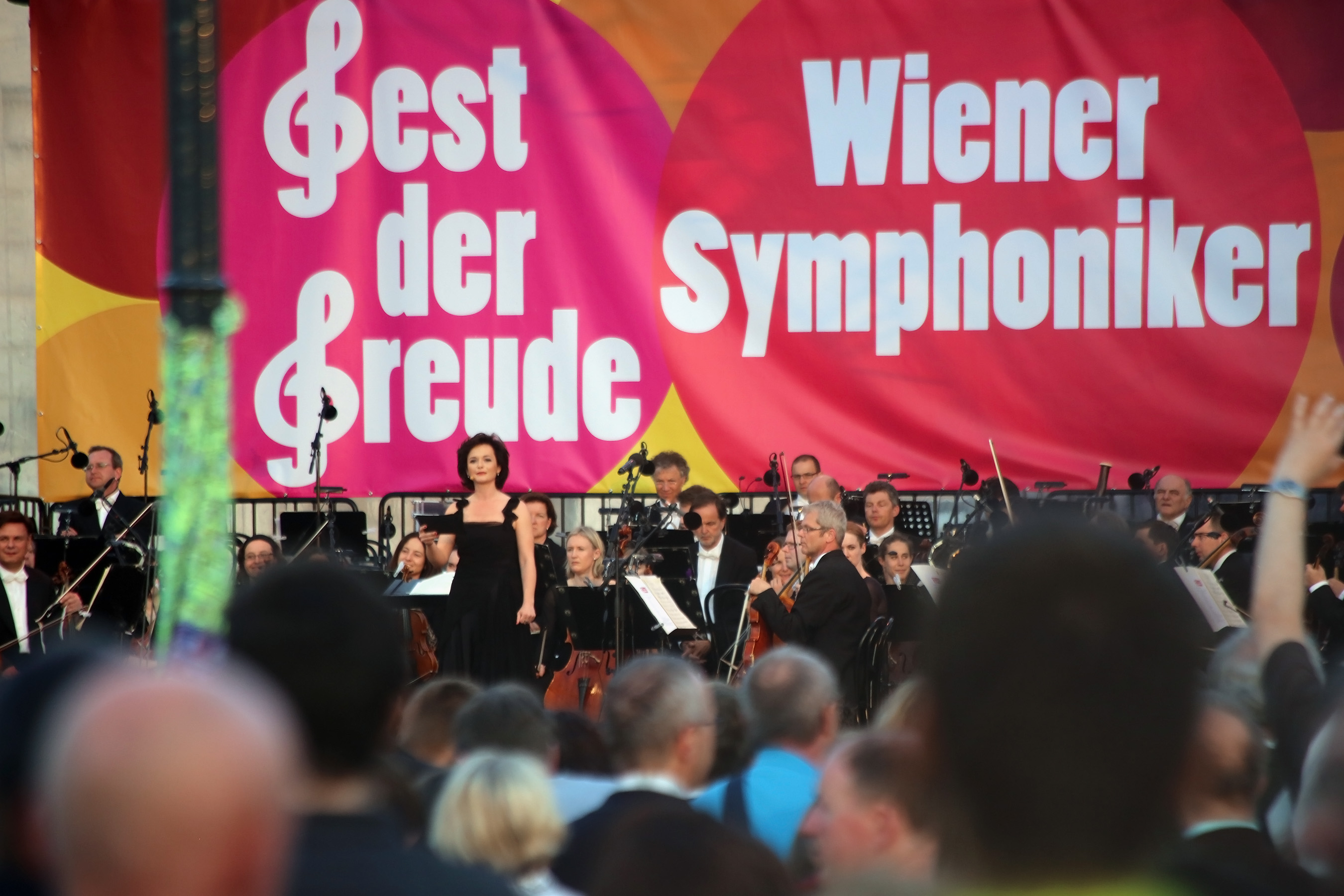
Katharina Stemberger führt durch das „Fest der Freude“ am Wiener Heldenplatz am 8. Mai 2013

Stemberger-Eder ist mit dem Kameramann Fabian Eder verheiratet und Mutter einer Tochter. Sie und ihre Schwester Julia Stemberger sind die Töchter des Tropenmediziners Heinrich Stemberger und der Schauspielerin Christa Schwertsik, die mit dem Komponisten Kurt Schwertsik verheiratet ist. Katharina Stembergers Schwiegereltern waren die Schauspielerin Bibiana Zeller (1928–2023) und der Schauspieler und Regisseur Otto Anton Eder (1930–2004), die Eltern von Fabian Eder.
Das Paar Schwertsik und die Stemberger-Schwestern machen gemeinsames Theater, so z. B. mit Der Mikado oder Ein Tag in Titipu, einer seit 2008 im Volkstheater in den Bezirken aufgeführten Operette.

## Gesellschaftliches Engagement
Stemberger ist UNESCO-Botschafterin für HPV-Impfung und setzt sich besonders für Frauengesundheit ein. Sie ist Mitbegründerin der Initiative „Courage – Mut zur Menschlichkeit“, die sich für sichere und legale Fluchtwege einsetzt. Darüber hinaus war sie von 2019 bis Ende 2022 Vorstandsvorsitzende des Integrationshauses Wien und engagiert sich gegen Ausgrenzung.
Im Januar 2017 nahm Katharina Stemberger an der Veranstaltung „Und jetzt?“ im Wiener Filmcasino teil, die anlässlich des 120. Geburtstags von Margarete Schütte-Lihotzky stattfand. Dort las sie aus den Tagebüchern der Architektin und Widerstandskämpferin vor. In einem Interview betonte Stemberger: „Keine Kunst ist unpolitisch“ und hob hervor, dass Schütte-Lihotzky als erste Architektin Österreichs stets den sozialen Aspekt in ihrer Arbeit berücksichtigt habe. Sie würdigte deren Engagement gegen den Nationalsozialismus und bezeichnete sie als visionäre Vordenkerin.

## Theater (Auswahl)

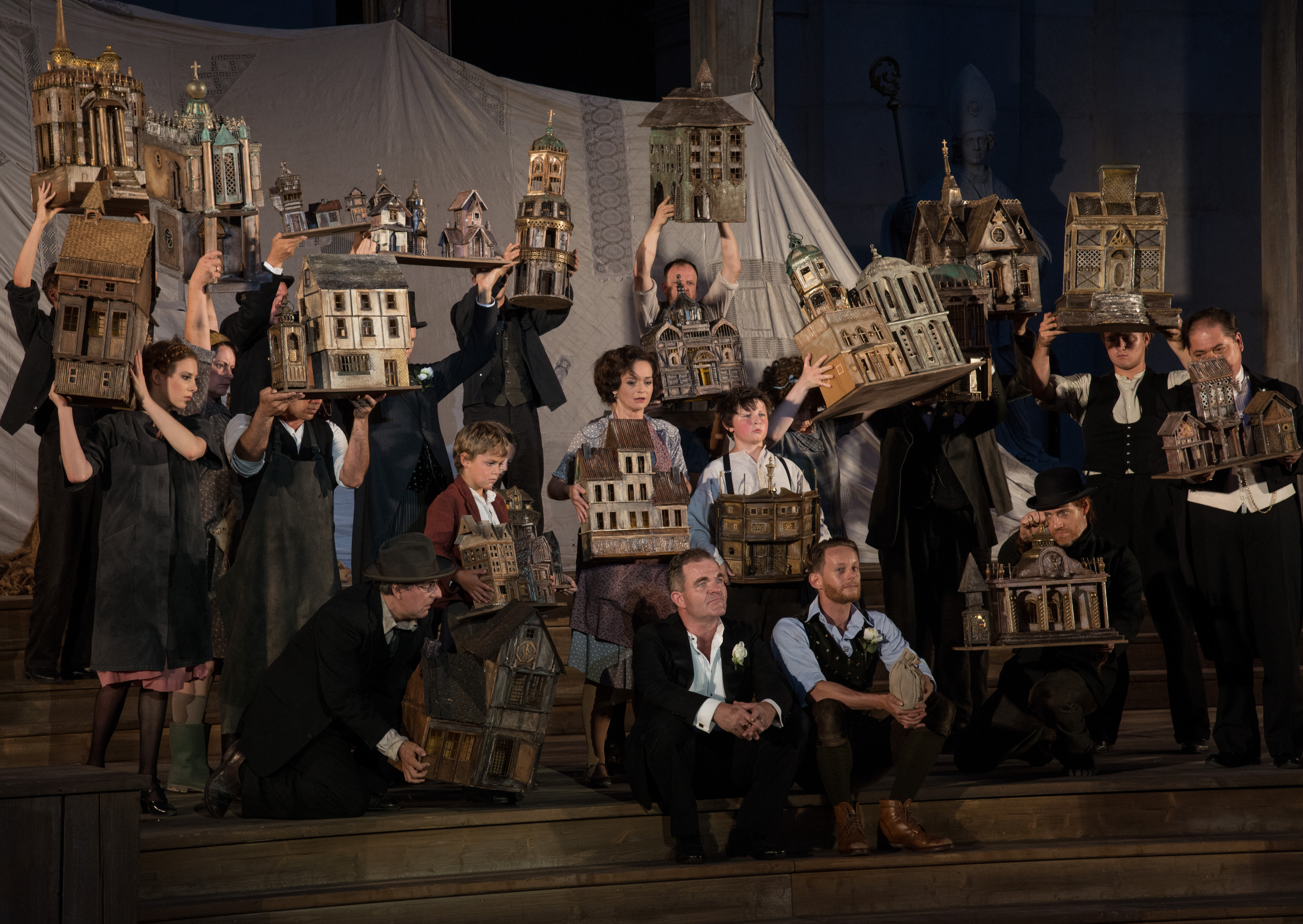
Katharina Stemberger in Jedermann, Salzburger Festspiele 2014

- 1991: Der kleine Prinz, Theater der Jugend München
- 1992: Das Konzert, Münchner Tourneetheater, Stadttheater St. Gallen
- 1996: Abduhenendas missratene Töchter, Wiener Rabenhof
- 1998: Ein Traum von Hochzeit, Theater in der Kö, Düsseldorf
- 1999: Die Heilige Johanna, Sommerspiele Melk
- 2000: Der Bauer als Millionär, Festspiele Reichenau
- 2002: Parzifal, Sommerspiele Melk
- 2003: Don Juan kommt aus dem Krieg, Wiener Volkstheater
- 2003: Ein Sommernachtstraum, Festspiele Rosenburg
- 2004: Mutter Courage, Der Widerspenstigen Zähmung, Barfuß im Park, Volkstheater Wien
- 2008: Der Mikado oder Ein Tag in Titipu, Volkstheater in den Bezirken[10]
- 2010: Vienna’s English Theatre in God of Carnage als Véronique Vallon – in englischer Sprache
- 2012: Die Päpstin, Sommerspiele Melk
- 2013: Des Schuldknechts Weib in Jedermann, Salzburger Festspiele, Regie: Julian Crouch, Brian Mertes
- 2013: Vienna’s English Theatre in Agatha Christie’s Witness for the Prosecution als Romaine – in englischer Sprache
- 2016: Der Diener zweier Herren, Festspiele Stockerau
- 2017: Bartholomäusnacht, Sommerspiele Melk
- 2018: Ganymed Nature, KHM Wien
- 2019: Das Mädl aus der Vorstadt, Schloss-Spiele Kobersdorf
- 2024: Eine pornografische Beziehung, Das Vindobona

## Filmografie (Auswahl)
- 1994: Im Schatten des Führers
- 1995: Drei Frauen und (k)ein Mann
- 1995: Glück auf Raten
- 1995: Brennendes Herz
- 1995: Tatort: Die Freundin (Fernsehreihe)
- 1996: Drei in fremden Betten
- 1997: München ruft
- 1997: Ein Fall für zwei (Fernsehserie, Folge Aufs falsche Pferd gesetzt)
- 1998: Wolken über dem Paradies
- 1998: Vater wider Willen (Fernsehserie, Folge Das Attentat)
- 2000: Medicopter 117 (Fernsehserie, Folge Fahrt zur Hölle)
- 2000: Schlosshotel Orth (Fernsehserie, Folge Scheiden tut weh)
- 2002: Dolce Vita & Co (Fernsehserie, 3 Folgen)
- 2003: Klinik unter Palmen (Fernsehserie, 2 Folgen)
- 2003: Zwei Väter einer Tochter
- 2003: Der Bockerer IV – Prager Frühling
- 2004: Frechheit siegt
- 2004: Der Weihnachtshund
- 2006: Unter den Linden – Das Haus Gravenhorst (Fernsehserie, 13 Folgen)
- 2006–2010: Der Winzerkönig (Fernsehserie, 39 Folgen)
- 2007–2019: SOKO Kitzbühel (Fernsehserie, verschiedene Rollen, 3 Folgen)
- 2007: Die Unheil bringende Krone
- 2008: Liebe für Fortgeschrittene
- 2009: Am Seil
- 2010, 2021: SOKO Wien (Fernsehserie, verschiedene Rollen, 2 Folgen)
- 2011: Das Traumhotel – Brasilien (Fernsehreihe)
- 2011, 2017: Schnell ermittelt (Fernsehserie, verschiedene Rollen, 2 Folgen)
- 2013–2017: Die Rosenheim-Cops (Fernsehserie, verschiedene Rollen, 3 Folgen)
- 2017: Die Toten vom Bodensee – Abgrundtief (Fernsehreihe)
- 2021: Die Toten von Salzburg – Treibgut (Fernsehreihe)
- 2021: Tatort: Verschwörung
- seit 2022: SOKO Linz (Fernsehserie)

## Hörbücher
- 2012 Johanna Mertinz (Hrsg.): Eine von Vielen – Kassiber von Elfriede Hartmann und Tagebuchauszüge von Margarete Schütte-Lihotzky. Sprecherinnen: Johanna Mertinz, Katharina Stemberger. Mono Verlag, Wien, ISBN 978-3-902727-86-2
- 2013 Anne Goldmann: Triangel. Sprecherin: Katharina Stemberger. Mono Verlag, Wien, ISBN 978-3-902727-15-2
- 2013 Christiane Tauzher: Bitterlemon – Der böse Societyroman. Sprecherin: Katharina Stemberger. Mono Verlag, Wien, ISBN 978-3-902727-40-4
- 2014 Brüder Grimm: Rucke di Guh, Blut ist im Schuh. Sprecherin: Katharina Stemberger, Musik: Stefan Sterzinger, Mono Verlag, Wien, ISBN 978-3-902727-48-0

## Hörspiele
- 2012: Judith Stadlin/Michael van Orsouw: Buus Halt Waterloo – Regie: Regine Ahrem/Judith Stadlin (RBB)

## Publikationen
- 2023: Courage: Warum es sich lohnt anzuecken, Molden Verlag in Verlagsgruppe Styria, Wien 2023, ISBN 978-3-222-15098-2.